# Норт-Гудзон (Нью-Йорк)
Норт-Гудзон (англ. North Hudson) — місто (англ. town) в США, в окрузі Ессекс штату Нью-Йорк. Населення — 250 осіб (2020).

## Демографія
Згідно з переписом 2010 року, у місті мешкало 240 осіб у 101 домогосподарстві у складі 73 родин. Було 287 помешкань
Расовий склад населення:
| - 99,2 % — білих - 0,4 % — азіатів |

До двох чи більше рас належало 0,4 %. Частка іспаномовних становила 1,3 % від усіх жителів.
За віковим діапазоном населення розподілялося таким чином: 17,1 % — особи молодші 18 років, 62,1 % — особи у віці 18—64 років, 20,8 % — особи у віці 65 років та старші. Медіана віку мешканця становила 48,7 року. На 100 осіб жіночої статі у місті припадало 95,1 чоловіків;  на 100 жінок у віці від 18 років та старших — 99,0 чоловіків також старших 18 років.
Середній дохід на одне домашнє господарство  становив 51 447 доларів США (медіана — 45 000), а середній дохід на одну сім'ю — 62 600 доларів (медіана — 52 188). Медіана доходів становила 41 591 долар для чоловіків та 36 250 доларів для жінок. За межею бідності перебувало 11,6 % осіб, у тому числі 21,1 % дітей у віці до 18 років та 11,3 % осіб у віці 65 років та старших.
Цивільне працевлаштоване населення становило 110 осіб. Основні галузі зайнятості: освіта, охорона здоров'я та соціальна допомога — 28,2 %, публічна адміністрація — 20,9 %, будівництво — 12,7 %, роздрібна торгівля — 10,0 %.